# Helios de la Cour II
Vous lisez un « bon article » labellisé en 2023.
Helios de la Cour II, né le 29 mai 1995 à Moyon et mort le 19 juillet 2019, est un étalon de robe baie, inscrit au registre généalogique du Selle français. Il a toujours appartenu à ses éleveurs normands, Emmanuelle et Jean-François Couetil. En 2006, un grave accident l'éloigne du sport de haut niveau pendant trois ans. Helios devient le premier cheval double champion de France de l'histoire du saut d'obstacles avec son cavalier Alexis Gautier, en 2010 et 2011, malgré son âge avancé de 16 ans.
Devenu un reproducteur très honorable, il meurt de coliques en juillet 2019. Il est le père de plus de 700 poulains, dont les championnes Qui vive de la Tour et Urhelia Lutterbach.

## Histoire
Helios de la Cour II naît le 29 mai 1995 chez Michel et Colette Couetil, au Haras de la Patoyère à Moyon, dans la Manche, en Normandie (France),. Il a la particularité d'avoir toujours appartenu à ses éleveurs, qui ont priorisé sa carrière de reproducteur sur sa carrière sportive.
Il est monté uniquement par le cavalier Alexis Gautier. En 2006, l'étalon subit un grave accident de paddock qui provoque un déchirement de la rotule. Il est totalement éloigné de la compétition pendant trois années, ne reprenant le saut d'obstacles qu'en 2009. Alexis Gautier réalise avec lui le premier doublé de l'histoire du championnat de France Pro Élite.
Fin 2010, Helios approche de ses 16 ans, ce qui est considéré comme âgé pour un cheval de saut d'obstacles. Son dernier concours enregistré est un Concours de saut international 3 étoiles (CSI3*) à Royan, le 2 août 2012. Il est mis à la retraite en 2013, et meurt de coliques foudroyantes chez ses éleveurs Emmanuelle et Jean-François Couetil le 19 juillet 2019, à l'âge de 24 ans. Les éleveurs témoignent alors sur les réseaux sociaux de leur profonde tristesse de perdre ce cheval, considéré comme le meilleur qu'ils aient jamais eu.

## Description
Helios de la Cour II est un étalon de robe baie, inscrit au registre généalogique du Selle français. C'est un Selle français originel, ce qui signifie qu'il ne compte pas de croisements avec des chevaux d'autres origines.
Il présente le type morphologique de son père, l'étalon Papillon Rouge, avec une tête carrée et expressive, un physique trapu, un bon coup de pattes, du caractère, mais un équilibre parfois trop bas à l'obstacle. Il mesure 1,67 m.

## Palmarès
En 1998, Helios devient le champion de France des chevaux de saut d'obstacles dans la classe d'âge des 3 ans. En 2001, le couple Helios-Gautier termine à la 6e place du championnat national des 6 ans.

### Saison 2010
En mars 2010, monté par Alexis Gautier, il remporte le Grand Prix du concours de saut d'obstacles d'Auvers en catégorie Pro 2, après un parcours sans fautes. Le couple est grand favori du championnat de France de saut d'obstacles de 2010. Gautier a utilisé une wild card (invitation privilégiée) pour y participer, Helios n'étant pas un cheval qualifié pour participer à ce championnat. En tête à l'issue de l'épreuve de chasse alors qu'il s'élance en premier sur le parcours, le couple réalise un sans fautes le lendemain.
En novembre 2010, le couple Helios-Gautier est l'une des têtes d'affiches du concours Équipondi à Pontivy ; ils remportent à cette occasion le Grand Prix Pro Elite à 1,50 m, après avoir mis la pression sur leurs adversaires par un double sans fautes, en 45 secondes et 47 centièmes.

### Saison 2011
Pendant le championnat de France de 2011, le couple Helios-Gautier se classe second après l'épreuve de chasse du samedi, puis termine en première place le dimanche pendant les deux manches de ce championnat Pro Élite, devançant Patrice Delaveau avec Ornella Mail, Philippe Rozier avec Randgraaf et Michel Hécart avec Ninon des Loulous. Le couple a réalisé un parcours sans-faute, avec une pénalité d'un demi point pour temps dépassé.
Helios atteint un indice de saut d'obstacles (ISO) de 172 durant cette même année 2011, qui reste sa meilleure année sportive.

## Origines
Helios de la Cour II est un fils de l'étalon Selle français Papillon Rouge, et de la jument Sisi de la Cour, fille d'Uriel. Il compte 33 % d'ancêtres Pur-sang.
Son ancêtre majeur est l'étalon Ibrahim.

## Descendance

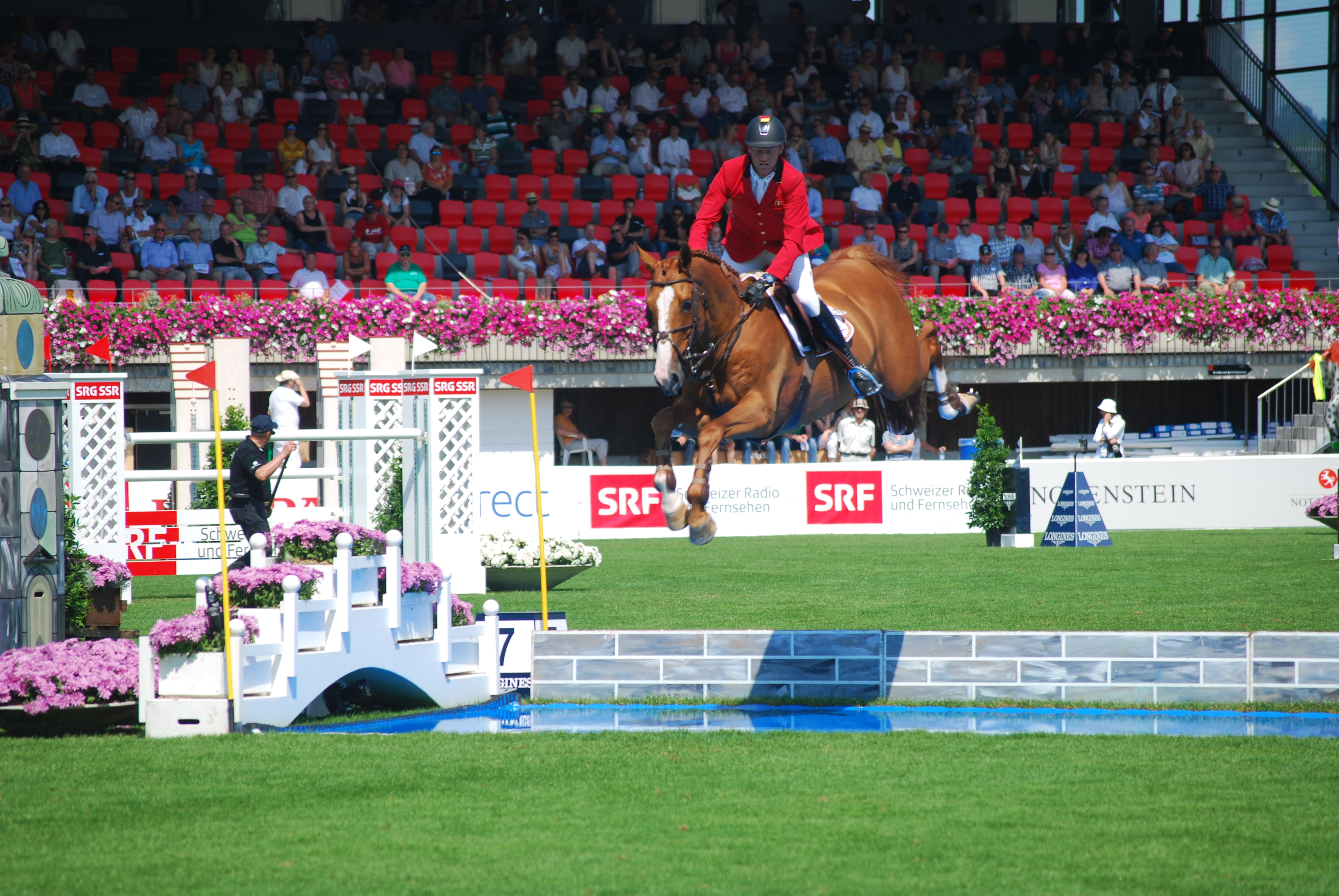
Pommeau du Heup, l'un des fils d'Helios de la Cour II.

Helios de la Cour II est approuvé à la reproduction parmi le Selle français depuis l'année 2000. D'après Lucas Tracol pour Grand Prix magazine, il laisse une trace indélébile dans l'élevage français, étant le père de 708 poulains. Dans le magazine L’Éperon, Éric Fournier relativise cependant son succès comme reproducteur, probablement car ses poulains sont considérés comme trop épais pour des chevaux d'obstacle.
Helios est le père de la jument Qui vive de la Tour (ISO 161), mais aussi d'Urhelia Lutterbach, de Pommeau du Heup et de sa sœur Qadillac du Heup, de Par Trois, Noa de la Chaise, Parenthese Tame, Quabelle, Quenelle de Normandie, Quassiope de Tivoli, Quinette du Quesnoy et Rye Val de Mai,.
Visualiser la lignée d'Helios de la Cour II sous forme de graphe